# Sinabung
Der Sinabung (indonesisch Gunung Sinabung) ist ein Vulkan im Norden der indonesischen Insel Sumatra in der Provinz Sumatra Utara nahe der Stadt Berastagi, 25 km nordwestlich vom Tobasee und etwa 50 km südwestlich von Medan. Der Ausbruch des Sinabung am 29. August 2010 war die erste gesichert bekannte Eruption in den letzten etwa 400 Jahren. Seitdem brach der Vulkan noch mehrere Male aus, zuletzt im März 2021.

## Geologie
Der im Pleistozän bzw. Holozän entstandene Stratovulkan weist an seinen Flanken zahlreiche Lavaströme auf. Der Berggipfel besitzt eine längliche Form, da frühere Ausbrüche mehrere Gipfelkrater entlang einer etwa in Nord-Süd-Richtung verlaufenden Linie bildeten. Der Krater des 2010 aus Andesit und Dazit gebildeten Vulkans liegt am Südende des Gipfelkraterkomplexes.

## Vulkanische Aktivität

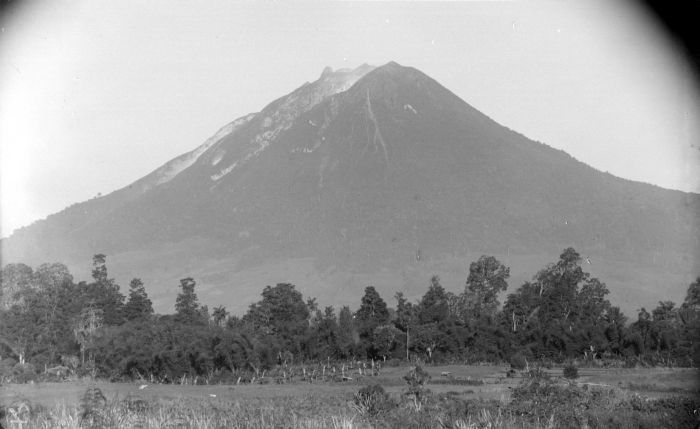
Aufnahmedatum vor 1920

1912 wurden Solfataren im Bereich des Gipfels und der oberen Flanken beobachtet.

### 2010
Nach einem Ausbruch im August 2010 flohen mehr als 18.000 Menschen oder wurden in Sicherheit gebracht. Bei einer zweiten Eruption erhöhte sich die Zahl der Flüchtlinge auf 27.000. Vulkanasche erreichte die Millionenstadt Medan. Bei einer dritten Eruption am 3. September schleuderte der Vulkan eine mehrere Kilometer hohe Aschefontäne in die Atmosphäre. Das begleitende Erdbeben war noch in 8 km Entfernung zu spüren.

### 2013
Am Morgen des 15. September 2013 brach der Sinabung wieder aus. Bis zum 18. September ereigneten sich vier Eruptionen. Tausende von Menschen wurden in einem Umkreis von drei Kilometern aus insgesamt elf Dörfern evakuiert. Bei einem erneuten Ausbruch am Morgen des 3. November konnte eine sieben Kilometer hohe Rauchsäule beobachtet werden. Eine Zone von drei Kilometern im Umkreis des Vulkans wurde evakuiert. Am 14. November 2013 floss ein pyroklastischer Strom an der Südostflanke des Vulkans herab.
Am 18. November 2013 wurde nach einer Explosion eine Aschewolke ausgestoßen, die auf bis zu 11,3 Kilometer Höhe stieg. In der Nacht vom 23. zum 24. November 2013 erfolgten weitere Eruptionen, in deren Folge das indonesische Zentrum für Vulkanologie und geologischen Katastrophenschutz die höchste Warnstufe ausrief. Zehntausende Bewohner wurden evakuiert.

### 2014
Die Serie der Ausbrüche setzt sich im Jahr 2014 fort. Am 4. Januar wurden mehr als 50 Ausbrüche beobachtet. Die Sicherheitszone um den Vulkan wurde von fünf auf sieben Kilometer ausgeweitet. In der Nacht zum 14. Januar wurden zahlreiche vulkanische Blitze in den Wolken der pyroklastischen Ströme beobachtet. Dieses Phänomen ist relativ selten und tritt oft nur bei deutlich stärkeren Vulkanausbrüchen auf. Der Ascheniederschlag ließ die Pflanzen auf den Feldern verdorren. Zahlreiche Hausdächer stürzten unter der Last der Vulkanasche ein. Besonders betroffen war das Dorf Sigarang Garang. Am 1. Februar kam es zu einem stärkeren Ausbruch, der 16 Todesopfer unter der in der Nähe wohnenden Bevölkerung forderte. Über 30.000 Personen mussten ihre Häuser verlassen.
Im Oktober 2014 brach er erneut mehrfach aus. Inzwischen wurde die Region um den Vulkan mit einer Ascheschicht bedeckt.

### 2015
Ab dem 13. Juni 2015 wird über erneute Ausbrüche mit ein bis zwei Kilometer hohen Ausbruchssäulen (Plumes) berichtet. Die Evakuierungsmaßnahmen blieben daher aufrechterhalten oder wurden erneuert.

### 2016

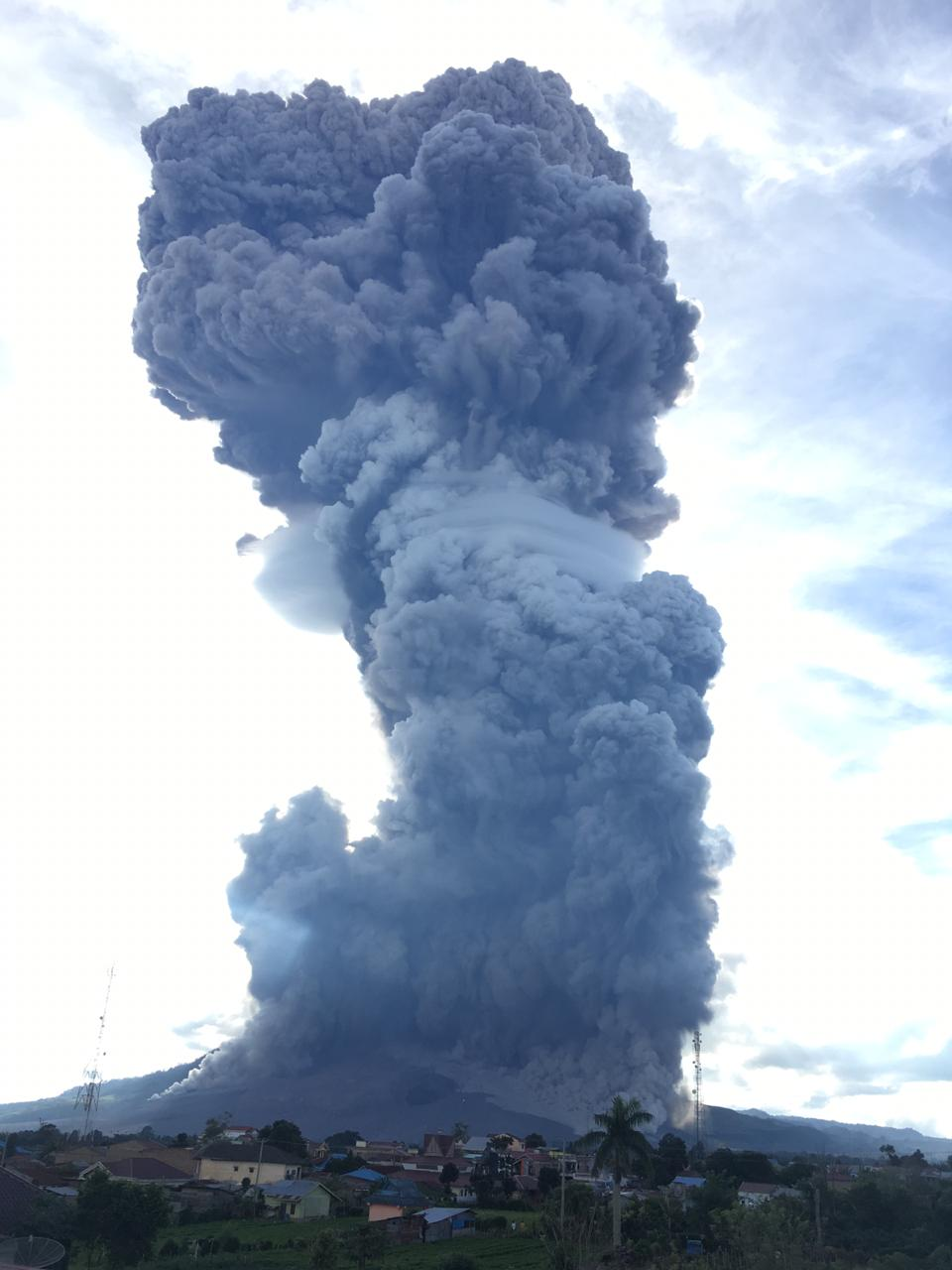
Ausbruch von Sinabung am 9. Juni 2019

Am 22. Mai 2016 kam es erneut zu einem Ausbruch, bei dem sieben Menschen starben, die sich verbotswidrig in der Sperrzone aufhielten. Sie wurden von einer heißen Asche- und Gerölllawine erfasst.

### 2017
Da sich am 25. Oktober 2017 eine hohe Aschesäule über dem Vulkan ausbildete, erklärten die Behörden einen Umkreis mit 7 km Radius zum Sperrgebiet. Tausende Menschen flohen. Ab dem 26. Dezember spie der Vulkan erneut Asche. Die graue Aschewolke stieg bis zu einer Höhe von 4600 Metern auf.

### 2018
Die seit Jahren andauernde Serie von Ausbrüchen setzte sich am 11. Januar 2018 fort. Der Vulkan spie Asche und bildete eine über einen Kilometer hohe Rauchsäule. Der Ausbruch wurde von knapp 5 Minuten andauernden Erdstößen begleitet. Ein weiterer Ausbruch am 19. Februar 2018 verursachte eine fünf Kilometer hohe Aschewolke. Verletzt wurde niemand.

### 2019
2019 kam es am 9. Juni zu einer starken Eruption, bei der die Vulkanasche eine Höhe von 12,2 km erreichte. Dabei entstanden auch 3 bis 3,5 km lange pyroklastische Ströme, die in Richtung Süden und Südosten abflossen.

### 2020
Am 8. August 2020 brach der Vulkan aus, dabei stieg eine Aschesäule vier Kilometer in den Himmel. Am 10. August 2020 erreichte die Säule eine Höhe von sieben Kilometer. Am 23. August 2020 kam es zu einem weiteren Ausbruch, wobei die Aschesäule mehr als einen Kilometer in die Luft aufstieg.

### 2021
Von einem Ausbruch wird am 2. März 2021 berichtet – mit 5 km hoher Aschesäule und den Hang hinabfließendem pyroklastischem Strom.

## Tourismus
Besteigungen beginnen häufig von Kabanjahe und Pematang Siantar aus.